# Madre tortura
Madre tortura è il primo album in studio del chitarrista italiano Richard Benson, pubblicato nel 1999 dalla Playgame Music.

## Descrizione
Il disco si compone di sette tracce (tre brani musicali con le rispettive versioni strumentali e un monologo) realizzate in soli tre giorni effettivi di lavorazione: la title track fu addirittura registrata al primo tentativo. In tutti i pezzi, ad esclusione del terzo che è solo parlato, Benson è accompagnato dai Mizar agli strumenti e da Ester Esposito (sua futura moglie) come voce femminile.
Il disco venne da molti recensito negativamente, anche per quanto riguarda l'esecuzione tecnica di Benson, ma ricevette invece alcuni giudizi positivi dal punto di vista lirico e per alcuni spunti strumentali.

### I brani
- Caratterizzata da un riff di tastiera cupo e malinconico, Madre tortura è un brano il cui testo è ispirato alla figura di Mamma Ebe. Nel suo video didattico La velocità di esecuzione nella chitarra metal progressive Benson spiegò che tale canzone, sicuramente il suo pezzo più famoso, nacque dal tentativo di unire l'heavy metal con la musica sinfonica.
- C'è ancora un colore nella notte è un pezzo blues strumentale in cui si nota l'influenza musicale di Yngwie Malmsteen.
- Gerarchie infernali è un brano recitato dallo stesso Benson che si scaglia contro il conformismo, rivendicando la propria diversità, in uno stile ermetico e anti-ecclesiastico.[2]
- Nel già citato La velocità di esecuzione nella chitarra metal progressive, Benson spiegò che Adagio in re nacque per venire incontro alla sua anima più melodica e "tardo-romantica" unendo a degli accordi classici (l'Adagio infatti ha una tradizione antichissima ed egli stesso si riferì esplicitamente a quello di Pachelbel) una melodia rock.[3]
- Con Adagio in re si chiude di fatto l'album: infatti le ultime tre tracce sono le basi delle canzoni descritte in precedenza il cui scopo, come dimostra la più volte sottolineata attitudine di Benson all'insegnamento della chitarra, è quello di invitare gli appassionati a suonarle.

## Tracce
1. Madre tortura – 9:36
2. C'è ancora un colore nella notte – 5:38
3. Gerarchie infernali – 3:00
4. Adagio in re – 3:07
5. Madre tortura (Base) – 9:36
6. C'è ancora un colore nella notte (Base) – 5:38
7. Adagio in re (Base) – 3:07